# Jan Václav Xaver Frey von Freyenfels
Jan Václav Xaver Frey von Freyenfels (18. května 1705, Brno – 17. října 1776, Olomouc) byl olomoucký a vratislavský kanovník a prelát, který se roku 1772 stal titulárním biskupem markopolitánským a světícím olomouckým. Jeho zásluhou vznikla a byla vydána mapa olomoucké diecéze z r. 1760.